# Антон Янежич
Антон Янежич (19 грудня 1828 — 18 вересень 1869, Клагенфурт) — словенський письменник, лінгвіст, граматик.
У 1850-53 рр. був редактором гумористичного журналу «Slovenska Bčela» і словенського видання законника, потім журналу «Glasnik slovenskoga slovstva», з 1858 р журналу «Glasnik za literaturo in umetnost»; в 1851 році видав збірку народних пісень і прислів'їв «Cvetje slovenskoga naroda» і кишеньковий словник німецько-словенський і словенсько-німецький, в 1854 р — словенську граматику («Slovenska slovnica»), до якої додається «Огляд словенської літератури»; в 1860 р — альманах «Zornica»; в 1861 r. — «Cvet slovenske poesije» та ін.
Помітний вплив на його роботу мали праці історика і етнографа з словенської Каринтії Урбана Ярніка.